# Ron Slay
Ron Slay, né le 29 juin 1981, à Memphis, au Tennessee, est un joueur américain de basket-ball. Il évolue aux postes d'ailier fort et de pivot.

## Palmarès
- Champion NBDL 2005
- Champion du Portugal 2015
- Coupe du Portugal 2015
- All-NBDL Second Team 2005